# Vilém II. Holandský
Vilém II. Holandský (únor 1227 – 28. ledna 1256 Opmeer) byl hrabě z Holandska a Zeelandu. V roce 1247 byl zvolen německým vzdorokrálem, kterým zůstal až do své smrti.

## Život
Byl synem Florise IV. Holandského a Matyldy Brabantské. V sedmi letech byl jeho otec zabit při turnaji v Corbie a tak jeho poručníky se do roku 1239 stali jeho strýcové, Vilém a Ota.
S pomocí Jindřicha II. Brabantského a arcibiskupa kolínského byl v říjnu 1247, ve 20 letech, po exkomunikaci císaře Fridricha II, zvolen německým králem. Po pěti měsících obléhání, získal v roce 1248 od Fridrichových stoupenců město Cáchy. Teprve pak by mohl být korunován králem. Po sňatku s Alžbětou, dcerou Oty Brunšvického, v roce 1252, získal určitou teoretickou podporu některých německých knížat. Ačkoli „Vilém nepostrádal ani odvahu, ani rytířské vlastnosti... jeho moc nikdy nedosáhla dál, než k Porýní“.
Ve svém rodném kraji bojoval s Flandry o vládu nad Zeelandem. Jmenoval se hrabětem ze Zeelandu. V červenci 1253 porazil u Westkapelle flanderskou armádu a o rok později uzavřeli příměří. Jeho proti flanderská politika zhoršila jeho vztahy s Francií.
Od roku 1254 bojoval proti západním Frízům. Postavil několik silných hradů v Heemskerku a Haarlemu.
Dne 28. ledna 1256, v bitvě poblíž Hoogwoudu, se sám pokusil přejít zamrzlé jezero, protože se ztratil, ale jeho kůň byl těžký a led se prolomil. V tomto zranitelném postavení, byl Flandry zabit a tajně pohřben pod podlahu domu. Jeho tělo o 26 let později objevil jeho syn Floris V. Holandský a pohřbil ho v Middelburgu.

## Galerie

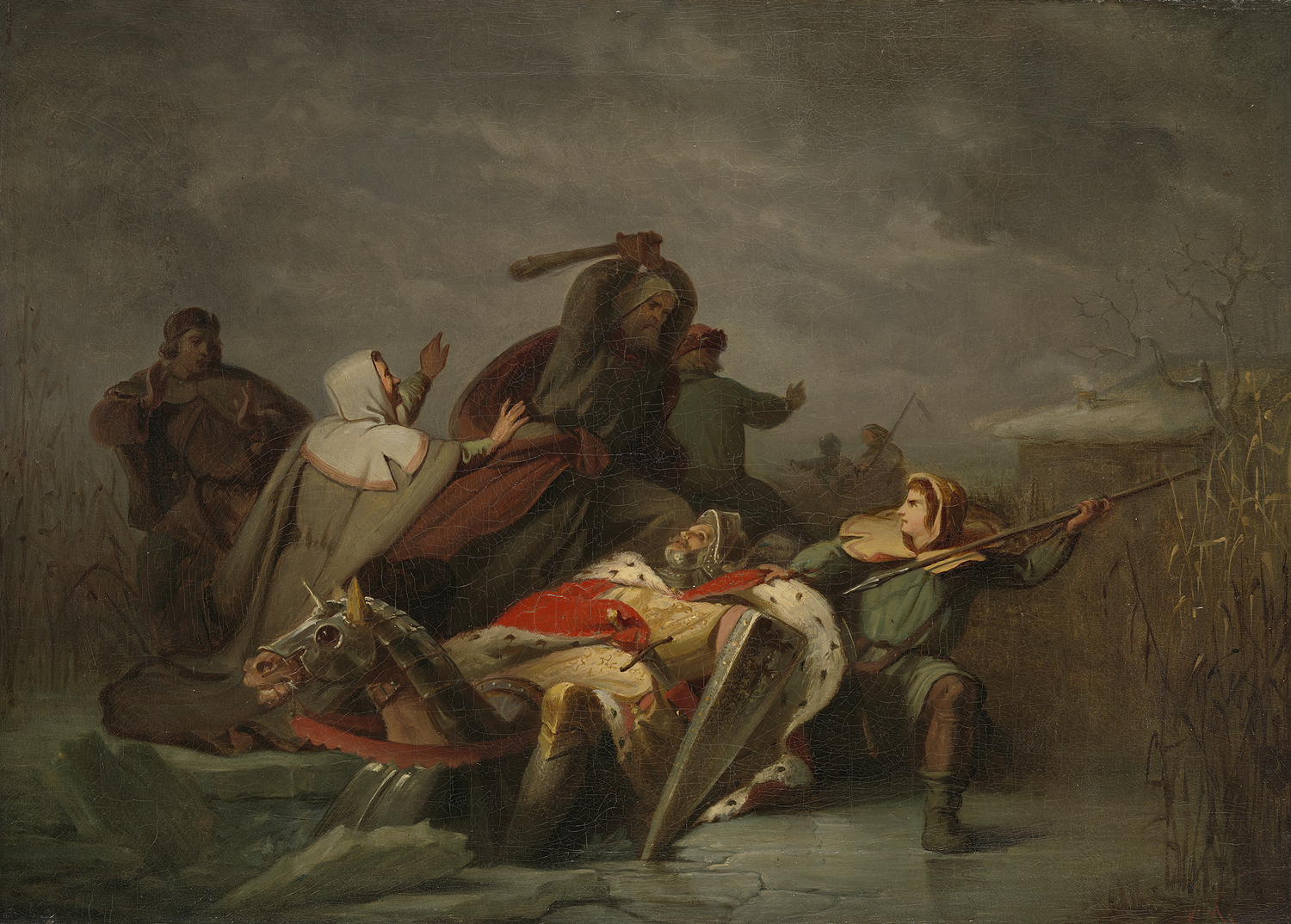
Jacobus van Koningsveld: Dne 28. ledna 1256, v bitvě poblíž Hoogwoudu, se Vilém II. Holandský pokusil přejít zamrzlé jezero, ale jeho kůň byl těžký a led se prolomil